# گرانو (داکوتای شمالی)
گرانو(به انگلیسی: Grano) شهری در ایالت داکوتای شمالی کشور ایالات متحده آمریکا است که جمعیت آن در سرشماری سال ۲۰۱۰ میلادی، ۷ نفر بوده‌است.